# لوري اندروز
لوري اندروز (بالإنجليزية: Lori Andrews)‏ هي كاتِبة ومحامية أمريكية، ولدت في 1952.

## وصلات خارجية
- لوري اندروز على موقع IMDb (الإنجليزية)
- لوري اندروز على موقع إن إن دي بي (الإنجليزية)